# Rajasaari (ö i Södra Savolax, S:t Michel, lat 61,33, long 27,15)
Rajasaari är en ö i Finland. Den ligger i sjön Ylä-Kuhanen och i kommunerna Mäntyharju och Sankt Michel och landskapet Södra Savolax, i den södra delen av landet, 170 km nordost om huvudstaden Helsingfors. Öns area är 9,8 hektar och dess största längd är 0,6 kilometer i sydöst-nordvästlig riktning.